# Pavia Calcio 1911
Maillots
Le Pavia Calcio 1911, couramment appelé Pavia Calcio ou seulement Pavia, est un club de football italien, situé à Pavie dans la province de Pavie.
Le club évolue en 2024-2025 en Eccellenza (D5).

## Histoire

### Débuts du football à Pavie (1907-1914)
| \| Pavie \| Localisation de la ville de Pavie, en Italie. |
| Pavie                                                     |

En 1907, le football débarqua à Pavie avec la fondation de Goliardica, une équipe née autour de l'université locale. Néanmoins l'initiative ne fut pas particulièrement suivie et dura quatre ans. Le 3 novembre 1911 naquit la première véritable association de football. Les initiateurs de cette nouvelle aventure footballistiques pavesane sont Emilio Piatti, Achille Pecci et Giovanni Ferrari qui créent le Pavia Foot Ball Club. Le premier match connu est une victoire 3:0 contre le Foot Ball Club Casteggio. Toutefois, pour des raisons économiques, le Pavia FBC fusionne avec la Società Ginnastica Pavese dès 1912, entraînant la nouvelle appellation Società Ginnastica Pavese - Sezione Calcio.
Mais la fusion ne dure qu'une seule saison : après la levée militaire obligatoire au printemps 1913 il ne reste plus qu'une poignée de joueurs pour. Le club éclate et la branche de football finit par se détacher de la Società Ginnastica Pavese. À la suite de la mise en place d'un nouveau conseil d'administration autour des comptables Cartasegna et Bianchi, ainsi que de l'avocat Ferrari, la société sportive revient à son ancien nom Pavia FBC et s'inscrit au championnat régional de Lombardie qui se tient sous l'égide de la FIGC. Ne répondant pas aux normes prescrites pour la participation à la Promozione (D2), les Pavesans sont contraints à démarrer en Terza Categoria. Après une victoire en début de compétition (4-0 sur le terrain d'Ausonia Pro Gorla) ils perdent tous les matchs suivants, et sont même parfois obligés de déclarer forfaits à cause du départ pour l'armée de certains de ses meilleurs joueurs.  Après la fin du championnat le 1er mars 1914, Mario Calcagni fait don d'un terrain situé dans la localité de San Giuseppe au club de Pavie. Un stade édifié en l'espace de 40 jours y sera inauguré devant une foule nombreuse le 13 septembre 1914 avec au programme deux matches amicaux: Pavia FBC-AC Enotria (1-2) puis FC Internazionale-Genoa CFC (2-2). Jusqu'ici les Pavesans rencontraient leurs adversaires sur la Piazza d'Armi, comme lorsque le 22 mars 1914 le Pavia FBC fut défait par l'équipe réserve de l'Inter sur le score de quatre buts à trois.
Le club évolue pendant 4 saisons en Serie B (deuxième division) : tout d'abord de 1933 à 1935, puis de 1953 à 1955. 
Le club évolue en Ligue Pro Deuxième Division (D4) lors de la saison 2009-10. Il accède à la Ligue Pro Première Division (D3) en 2010-2011.

## Identité du club

### Changements de nom
- 1911-1927 : Pavia Football Ball Club
- 1927-1928 : Arduino Pavia Football Ball Club
- 1928-1936 : Pavia Football Ball Club
- 1936-1942 : Associazione Calcio Pavese Luigi Belli
- 1942-1957 : Associazione Calcio Pavia
- 1957-1959 : Unione Sportiva Pro Pavia
- 1959-1960 : Foot Ball Club Pavia & Associazione Sportiva Pavia
- 1960-2016 : Associazione Calcio Pavia
- 2016-2020 : Football Club Pavia 1911 Società Sportiva Dilettantistica a r.l. (refondation en Éccellenza)
- 15 juillet 2020-2025 : Associazione Calcio Pavia 1911
- Depuis le 1er janvier 2025 : Pavia Calcio 1911 S.S.D. a r.l.

### Couleurs
Dès sa fondation au début des années 1910, le club de Pavie se pare de bleu. Mais ce n'est pas la seule couleur que les footballeurs de la ville portèrent au cours des décennies. De 1924 à 1928, le Pavia Foot Ball Club demeurant inactif, la ville fut représentée dans le domaine footballistique par l'Arduino Pavia, une association née en 1921 et adoptant les couleurs noires et vertes. En 1936, l'héritage du Pavia FBC est récupéré par l'Associazione Calcio Pavese Luigi Belli, dont les couleurs étaient le noir et blanc. Cette situation dure jusqu'en 1942, lorsque l'ACP Luigi Belli fusionne avec son rival pavesan, le Dopolavoro Aziendale Vittorio Necchi, ce qui permet la formation de l'Associazione Calcio Pavia et la récupération des tenues bleues habituelles.

## Joueurs et personnalités du club

### Présidents
Le tableau suivant présente la liste des présidents du club depuis 1913.
| Rang | Nom                     | Période   |
| ---- | ----------------------- | --------- |
| 1    | Eugenio Giorgi          | 1913-1914 |
| 2    | Adriano Valenti         | 1914-1915 |
| 3    | Compétitions suspendues | 1915-1919 |
| 4    | Eugenio Giorgi          | 1919-1922 |
| 5    | Carlo Alberizzi         | 1922-1924 |
| 6    | ?                       | 1924-1928 |
| 7    | Celestino Palestra      | 1928-1929 |
| 8    | Angelo Nicolato         | 1929-1935 |

| Rang | Nom                | Période   |
| ---- | ------------------ | --------- |
| 9    | ?                  | 1936-1937 |
| 10   | Agostino Rimaroli  | 1937-1939 |
| 11   | Alfredo Gusmaroli  | 1939-1941 |
| 12   | Casati             | 1941-1942 |
| 13   | Eugenio Pravettoni | 1942-1945 |
| 14   | Mario Vigoni       | 1945-1949 |
| 15   | Franco Quario      | 1949-1950 |
| 16   | Gino Gruppi        | 1950-1952 |

| Rang | Nom                    | Période   |
| ---- | ---------------------- | --------- |
| 17   | Pietro Fortunati       | 1952-1957 |
| 18   | ?                      | 1957-1966 |
| 19   | Ettore Fasani          | 1966-1968 |
| 20   | Pietro Fortunati       | 1968-1973 |
| 21   | Mario Migliorini       | 1973-1983 |
| 22   | Edoardo Riboni         | 1983-1986 |
| 23   | Claudio Achilli        | 1986-1988 |
| 24   | Giusy Schiavio Achilli | 1988-1994 |

| Rang | Nom                 | Période   |
| ---- | ------------------- | --------- |
| 25   | Walter Rampini      | 1994-1998 |
| 26   | Secondino Calisti   | 1998-2009 |
| 27   | Pierlorenzo Zanchi  | 2009-2014 |
| 28   | Xiaodong Zhu        | 2014-2016 |
| 29   | Alessandro Nuccilli | 2016      |
| 30   | Massimo Depaoli     | 2016      |
| 31   | Cristina Rasparini  | 2016-     |

### Entraîneurs
Le tableau suivant présente la liste des entraîneurs du club depuis 1913.
| Rang | Nom                  | Période   |
| ---- | -------------------- | --------- |
| 1    | Commission technique | 1913-1914 |
| 2    | Commission technique | 1914-1915 |
| 3    | Activités suspendues | 1915-1919 |
| 4    | Commission technique | 1919-1920 |
| 5    | Commission technique | 1920-1921 |
| 6    | Carlo Ratti          | 1921-1922 |
| 7    | Commission technique | 1922-1923 |
| 8    | Commission technique | 1923-1924 |
| 9    | ?                    | 1924-1928 |
| 10   | Antonio Villani      | 1928-1929 |
| 11   | Nino Resegotti       | 1929-1930 |
| 12   | Commission technique | 1929-1930 |
| 13   | Mihály Balacics      | 1930-1932 |
| 14   | Aldo Cevenini        | 1932-1933 |
| 15   | Mihály Balacics      | 1933-1934 |
| 16   | Giovanni Bolzoni     | 1934-1935 |
| 17   | ?                    | 1935-1937 |
| 18   | Engelbert König      | 1937-1938 |
| 19   | Valentino Sala       | 1938-1939 |
| 20   | Federico Munerati    | 1939-1940 |
| 21   | Amedeo Lissi         | 1940-1941 |
| 22   | Giuseppe Marchi      | 1941-1942 |
| 23   | Piero Andreoli       | 1942-1943 |

| Rang | Nom                  | Période   |
| ---- | -------------------- | --------- |
| 24   | Azzoni               | 1943-1944 |
| 25   | Giovanni Ferrari     | 1944-1945 |
| 26   | Umberto Zanolla      | 1945-1946 |
| 27   | Giuseppe Grigoli     | 1946-1947 |
| 28   | Federico Munerati    | 1947-1948 |
| 29   | Carlo Alberto Quario | 1948-1950 |
| 30   | Alfredo Foni         | 1950-1951 |
| 31   | Oreste Barale        | 1951      |
| 32   | Giovanni Brezzi      | 1951-1953 |
| 33   | Gipo Poggi           | 1953-1956 |
| 34   | Luigi Vianello       | 1956-1957 |
| 35   | ?                    | 1957-1961 |
| 36   | Fabiano              | 1961-1962 |
| 37   | Zanollo              | 1961-1962 |
| 38   | ?                    | 1962-1964 |
| 39   | Emilio Zanotti       | 1964-1966 |
| 40   | Felice Arienti       | 1966-1967 |
| 41   | Pietro Magni         | 1966-1967 |
| 42   | Mario Trezzi         | 1967-1968 |
| 43   | Pietro Magni         | 1967-1968 |
| 44   | Giuseppe Zibetti     | 1968-1970 |
| 45   | Carlo Alberto Quario | 1970-1973 |
| 46   | Galimberti           | 1973-1975 |

| Rang | Nom                | Période   |
| ---- | ------------------ | --------- |
| 47   | ?                  | 1975-1976 |
| 48   | Luigi Bisleri      | 1976-1979 |
| 49   | Dino Dolci         | 1979-1980 |
| 50   | Giuseppe Longoni   | 1980-1981 |
| 51   | Franco Rondanini   | 1981-1982 |
| 52   | Bruno Baveni       | 1982-1983 |
| 53   | Ernesto Villa      | 1983-1985 |
| 54   | Giancarlo Cella    | 1985-1986 |
| 55   | Gianni Bui         | 1986-1988 |
| 56   | Gian Piero Ghio    | 1988-1989 |
| 57   | Giorgio Campagna   | 1989-1990 |
| 58   | Giovanni Meregalli | 1990-1992 |
| 59   | Gianni Bui         | 1991-1992 |
| 60   | Giampaolo Chierico | 1992-1994 |
| 61   | Carlo Garavaglia   | 1994-1995 |
| 62   | Massimo Morgia     | 1994-1996 |
| 63   | Giorgio Campagna   | 1996      |
| 64   | Carlo Soldo        | 1996-1997 |
| 65   | Riccardo Ferri     | 1997      |
| 66   | Enrico Lanzi       | 1997-1998 |
| 67   | Maurizio Codogno   | 1998      |
| 68   | Marco Torresani    | 1998-2006 |
| 69   | Massimo Morgia     | 2006-2007 |

| Rang | Nom                | Période   |
| ---- | ------------------ | --------- |
| 70   | Amedeo Mangone     | 2007-2010 |
| 71   | Gianluca Andrissi  | 2010-2011 |
| 72   | Benito Carbone     | 2011      |
| 73   | Manuele Domenicali | 2011      |
| 74   | Rosario Pergolizzi | 2011      |
| 75   | Claudio Sangiorgio | 2011-2012 |
| 76   | Giorgio Roselli    | 2012-2013 |
| 77   | Alessio Pala       | 2013      |
| 78   | Marco Veronese     | 2013-2014 |
| 79   | Patrizio Bensi     | 2014-2015 |
| 80   | Riccardo Maspero   | 2014-2015 |
| 81   | Giovanni Vavassori | 2015      |
| 82   | Michele Marcolini  | 2015      |
| 83   | Stefano Rossini    | 2015      |
| 84   | Fabio Brini        | 2015-2016 |
| 85   | Stefano Rossini    | 2016      |
| 86   | Francesco Buglio   | 2016-2017 |
| 87   | Omar Nordi         | 2017-     |